# Joseph Coutts
Joseph Coutts (جوزف کوٹس; Amritsar, 21 luglio 1945) è un cardinale e arcivescovo cattolico pakistano, dall'11 febbraio 2021 arcivescovo emerito di Karachi.

## Biografia
Joseph Coutts è nato il 21 luglio 1945 ad Amritsar, diocesi di Jullundur e Stato federato del Punjab, nella parte settentrionale dell'India.
La sua famiglia è originaria di Goa, terra da cui proviene il cugino Anil Joseph Thomas Couto, arcivescovo di Delhi .
Ha ricevuto l'ordinazione sacerdotale il 9 gennaio 1971 per imposizione delle mani di monsignor Felicissimus Alphonse Raeymaeckers, O.F.M.Cap., vescovo di Lahore; si è incardinato, venticinquenne, come presbitero della medesima diocesi.

### Ministero episcopale
Il 5 maggio 1988 papa Giovanni Paolo II lo ha nominato, quarantaduenne, vescovo coadiutore di Hyderabad. Ha ricevuto la consacrazione episcopale il successivo 16 settembre, presso la Cattedrale del Sacro Cuore a Lahore, per imposizione delle mani di monsignor Bonaventure Patrick Paul, O.F.M., vescovo di Hyderabad, assistito dai co-consacranti monsignori Armando Trindade, vescovo di Lahore, ed Emanuele Gerada, arcivescovo titolare di Nomento e pro-nunzio apostolico in Pakistan. Come suo motto episcopale, il neo vescovo Coutts ha scelto Harmony, che tradotto vuol dire "Armonia".
Il 1º settembre 1990, giorno delle dimissioni del sessantunenne monsignor Paul, è succeduto per coadiutoria come vescovo di Hyderabad, all'età di quarantacinque anni.
Il 27 giugno 1998 papa Giovanni Paolo II lo ha nominato, cinquantaduenne, vescovo di Faisalabad; è succeduto a monsignor John Joseph, deceduto il 6 maggio precedente.
Il 18 maggio 2001 si è recato, assieme agli altri membri dell'episcopato pakistano, in visita ad limina apostolorum in Vaticano, discutendo con il Pontefice della situazione e dei problemi relativi alla sua diocesi; ha compiuto una seconda visita ad limina il 19 giugno 2008.
Il 3 agosto 2009 il cardinale Tarcisio Bertone, S.D.B., Segretario di Stato di Sua Santità, gli ha inviato, a nome del papa, un telegramma di cordoglio per la serie di attacchi terroristici avvenuti a Gojra due giorni prima, in cui hanno perso la vita 8 cristiani e ne sono stati feriti gravemente altri 18.
Il 10 marzo 2011 è stato eletto presidente della Conferenza dei Vescovi Cattolici del Pakistan, succedendo a Lawrence John Saldanha, arcivescovo metropolita di Lahore; ha ricoperto tale incarico fino al 10 novembre 2017, quando gli è succeduto Joseph Arshad, vescovo di Faisalabad.
Il 25 gennaio 2012 papa Benedetto XVI lo ha nominato, sessantaseienne, arcivescovo metropolita di Karachi; è succeduto al settantottenne monsignor Evarist Pinto, dimissionario per raggiunti limiti d'età. Il 29 giugno seguente, giorno della solennità dei Santi Pietro e Paolo, si è recato presso la Basilica di San Pietro in Vaticano, dove il Pontefice gli ha imposto il pallio, simbolo di comunione tra la Santa Sede e il metropolita.
Ha preso parte alla III assemblea generale straordinaria del Sinodo dei vescovi con tema Le sfide pastorali della famiglia nel contesto dell'evangelizzazione, svoltasi presso la Città del Vaticano dal 5 al 19 ottobre 2014.
Il 15 marzo 2018 si è recato nuovamente in Vaticano per la sua terza visita ad limina.

### Cardinalato
Il 20 maggio 2018, al termine del Regina Coeli, papa Francesco ha annunciato la sua creazione a cardinale nel concistoro del 28 giugno seguente; è il secondo porporato pakistano nella storia della Chiesa dopo Joseph Marie Anthony Cordeiro, suo terzo predecessore sulla Cattedra di Karachi. Durante la cerimonia, svoltasi nella Basilica di San Pietro in Vaticano, il Pontefice gli ha conferito la berretta, l'anello cardinalizio ed il titolo cardinalizio di San Bonaventura da Bagnoregio, istituito nello stesso concistoro. Ha preso possesso della sua chiesa titolare in una celebrazione svoltasi il 29 settembre alle ore 18:00.
Ha preso parte, come membro di nomina pontificia, alla XV assemblea generale ordinaria del Sinodo dei vescovi con tema I giovani, la fede e il discernimento vocazionale, svoltasi presso la Città del Vaticano dal 3 al 28 ottobre dello stesso anno. Il 6 ottobre è stato nominato anche membro del Pontificio consiglio per il dialogo interreligioso.
L'11 febbraio 2021 papa Francesco ha accettato la sua rinuncia al governo pastorale dell'arcidiocesi di Karachi dopo nove anni per raggiunti limiti d'età, ai sensi del can. 401 § 1 del Codice di diritto canonico, divenendone arcivescovo emerito all'età di settantacinque anni; gli è succeduto il cinquantaquattrenne Benny Mario Travas, contestualmente trasferito dalla sede di Multan.
Il 7 e 8 maggio 2025 ha partecipato come cardinale elettore al conclave che ha portato all'elezione di papa Leone XIV.
Il 21 luglio 2025 ha compiuto ottant'anni e, in base a quanto disposto dalla costituzione apostolica Universi Dominici Gregis di papa Giovanni Paolo II del 1996, è uscito dal novero dei cardinali elettori e da tutti gli incarichi ricoperti dalla Curia romana.

## Genealogia episcopale e successione apostolica
La genealogia episcopale è:
- Cardinale Scipione Rebiba
- Cardinale Giulio Antonio Santori
- Cardinale Girolamo Bernerio, O.P.
- Arcivescovo Galeazzo Sanvitale
- Cardinale Ludovico Ludovisi
- Cardinale Luigi Caetani
- Cardinale Ulderico Carpegna
- Cardinale Paluzzo Paluzzi Altieri degli Albertoni
- Papa Benedetto XIII
- Papa Benedetto XIV
- Papa Clemente XIII
- Cardinale Marcantonio Colonna
- Cardinale Giacinto Sigismondo Gerdil, B.
- Cardinale Giulio Maria della Somaglia
- Cardinale Carlo Odescalchi, S.I.
- Cardinale Costantino Patrizi Naro
- Cardinale Lucido Maria Parocchi
- Papa Pio X
- Papa Benedetto XV
- Papa Pio XII
- Vescovo Francesco Benedetto Cialeo, O.P.
- Arcivescovo James Cornelius van Miltenburg, O.F.M.
- Cardinale Joseph Marie Anthony Cordeiro
- Vescovo Bonaventure Patrick Paul, O.F.M.
- Cardinale Joseph Coutts

La successione apostolica è:
- Vescovo Joseph Indrias Rehmat (2019)